# Glikwidon
Glikwidon (łac. gliquidonum) – organiczny związek chemiczny, lek przeciwcukrzycowy, pochodna sulfonylomocznika. Stymuluje wydzielanie insuliny w komórkach trzustki, zwiększa wrażliwość tkanek na jej działanie.

## Farmakokinetyka
Lek szybko wchłania się z przewodu pokarmowego. Maksimum działania następuje po 2–3 godzinach od podania. Glikwidon w 98% wiąże się z białkami osocza.

## Wskazania
- cukrzyca typu 2

## Przeciwwskazania
- nadwrażliwość na lek
- cukrzyca typu 1
- śpiączka cukrzycowa
- kwasica cukrzycowa
- ketonuria
- ostre choroby zakaźne
- urazy
- zaburzenia czynności wątroby i nerek
- choroby tarczycy

## Działania niepożądane
- bóle brzucha
- brak apetytu
- nudności
- wymioty
- skórne reakcje alergiczne
- obniżenie poziomu cukru we krwi
- zaburzenia funkcji wątroby

## Preparaty
- Glurenorm – tabletki

## Dawkowanie
Doustnie. Dawkę oraz częstotliwość stosowania leku ustala lekarz na podstawie stężenia glukozy we krwi. Zwykle rozpoczyna się od 15 mg podczas śniadania. Dawkę można stopniowo zwiększać.